# Región de Uusimaa Oriental
Uusimaa Oriental (Itä-Uusimaa / Östra Nyland) fue una de las 6 regiones de Finlandia Meridional. Limitó geográficamente con Uusimaa, Päijänne Tavastia y Kymenlaakso. El día de 1 de enero de 2011 fue juntada con Uusimaa.

## Municipios
La región se dividía en dos partes: Porvo y Loviisa.
| Subregión de Porvoo: - Askola - Myrskylä (Mörskom) - Pukkila (Buckila) - Porvoo (Borgå) - Sipoo (Sibbo) | Subregión de Loviisa: - Lapinjärvi (Lappträsk) - Loviisa (Lovisa) |